# Valský rajón
Valský rajón (ukrajinsky Валківський район) byl rajón v Charkovské oblasti na Ukrajině. Hlavním městem byly Valky a rajón měl přibližně 31 tisíc obyvatel. 

## Sídla v rajónu
- Kovjaty
- Staryj Merčyk
- Valky